# Salto do Itararé
Salto do Itararé est une municipalité brésilienne située dans l'État du Paraná.